# Cuphea decandra
Cuphea decandra är en fackelblomsväxtart som beskrevs av Jonas Dryander. Cuphea decandra ingår i släktet blossblommor, och familjen fackelblomsväxter. Utöver nominatformen finns också underarten C. d. purpusii.